# Markova Crkva
Markova Crkva (Servisch cyrillisch: Маркова Црква) is een plaats in de Servische gemeente Lajkovac. De plaats telt 111 inwoners (2009).

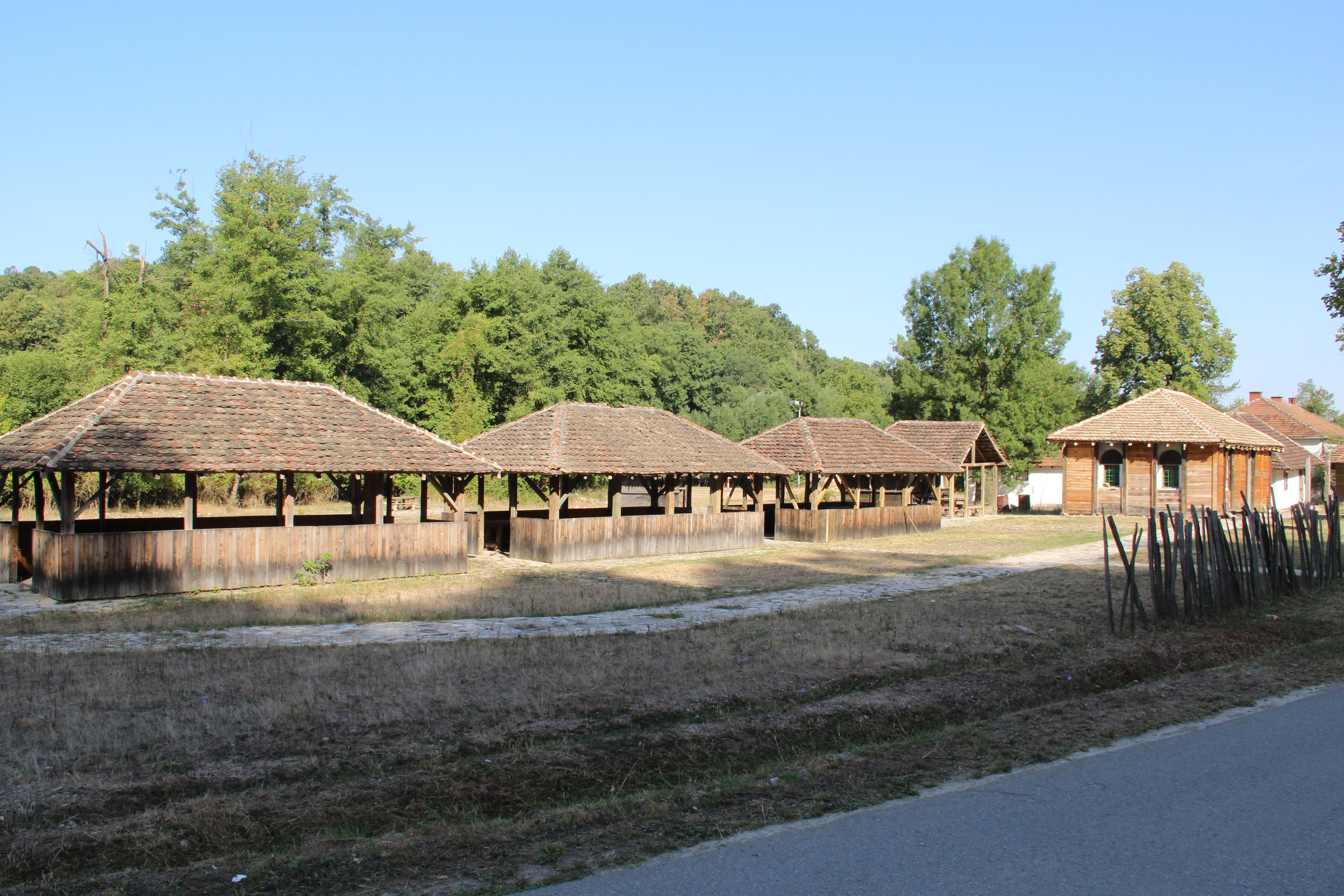
Markova crkva - ethno complexe
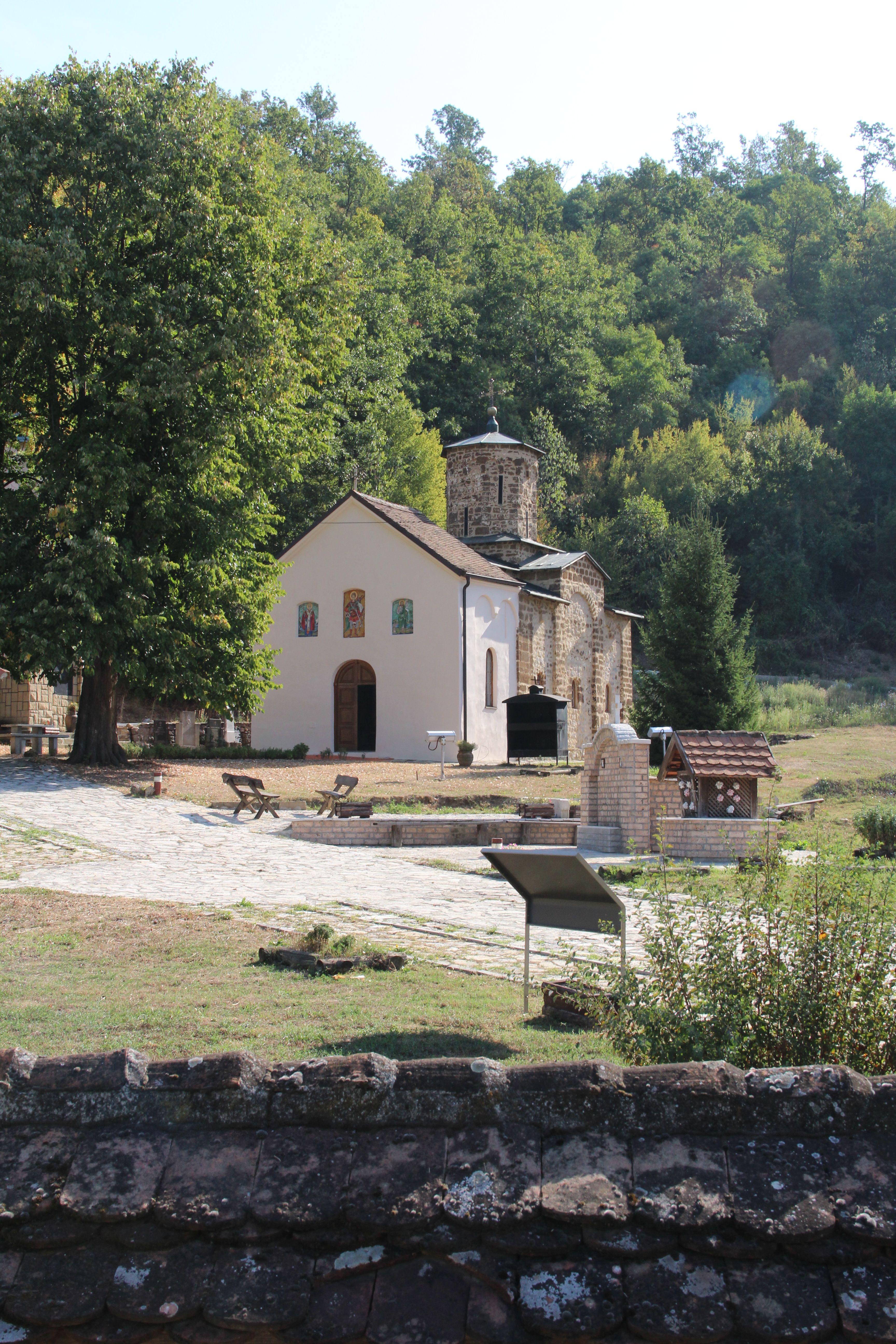
Markova crkva - het klooster van St. Demetrius
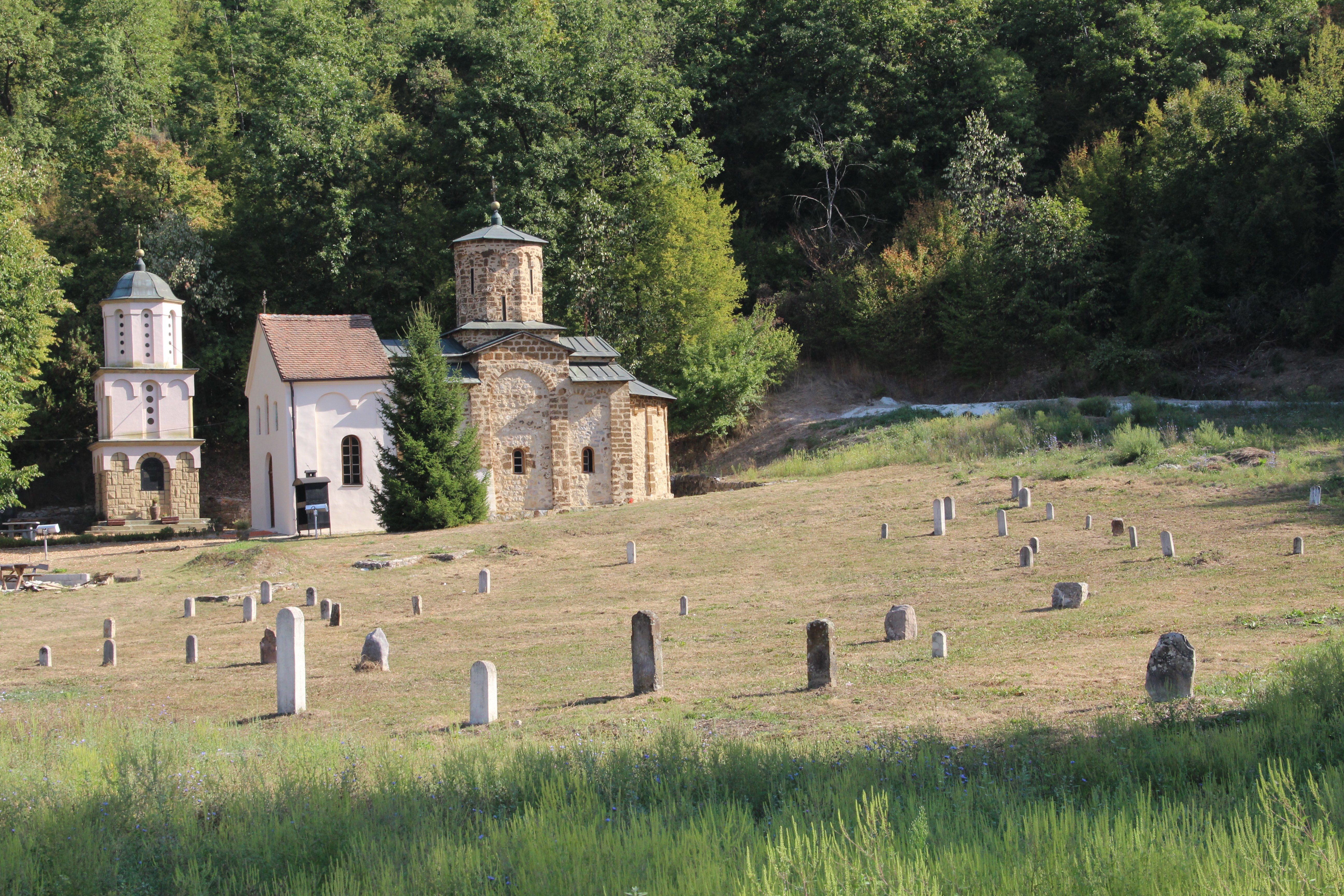
Markova crkva - het klooster van St. Demetrius
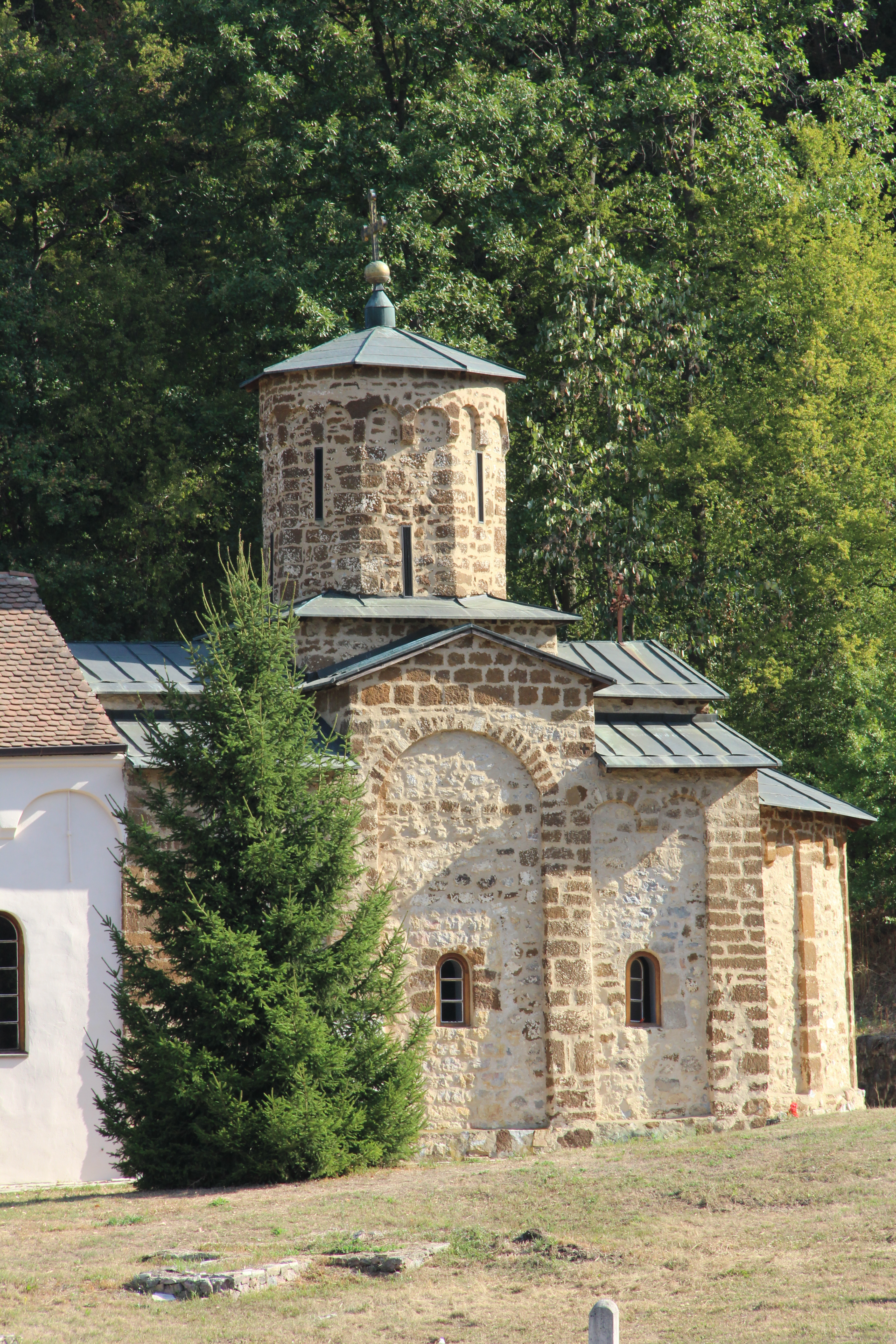
Markova crkva - het klooster van St. Demetrius
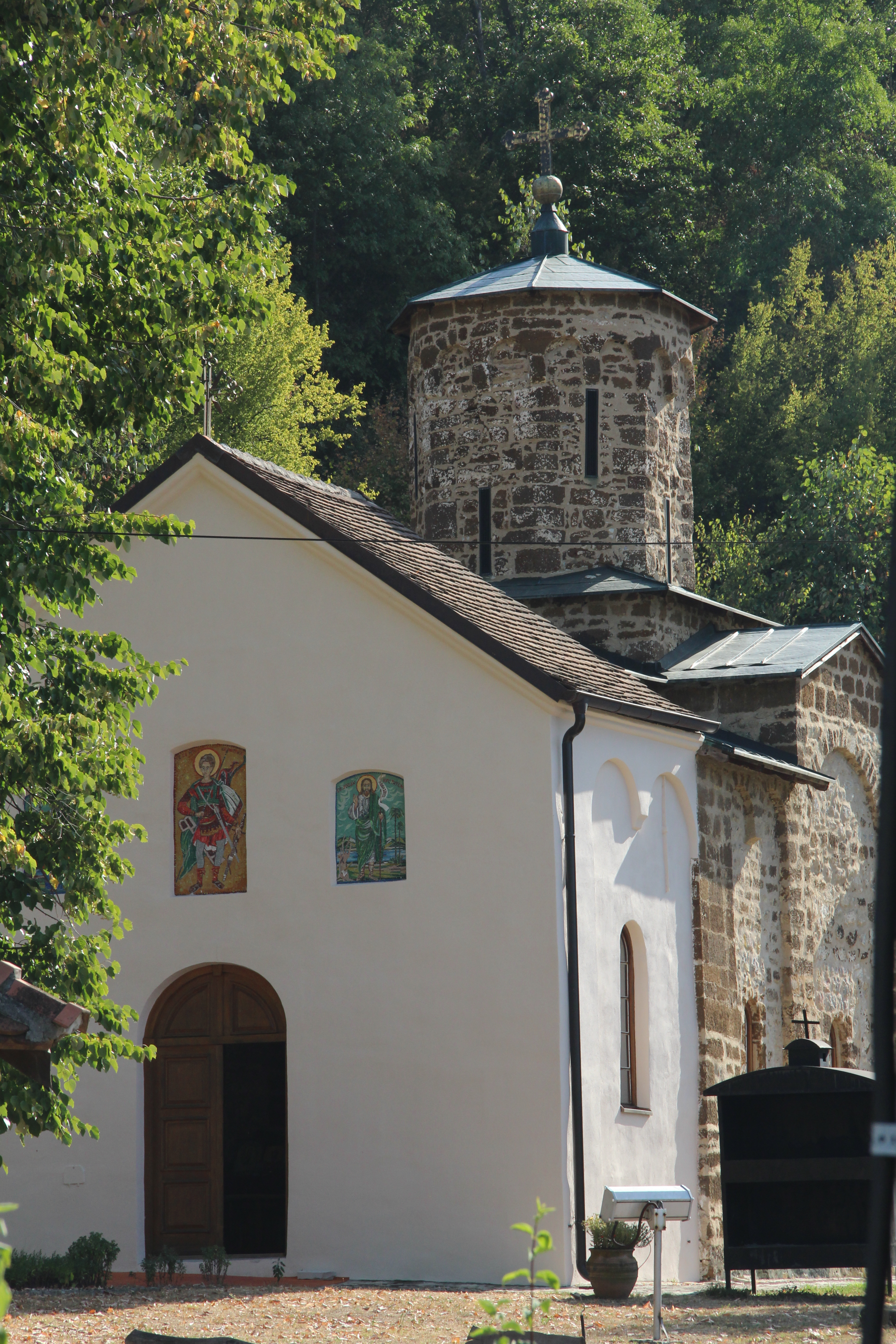
Markova crkva - het klooster van St. Demetrius
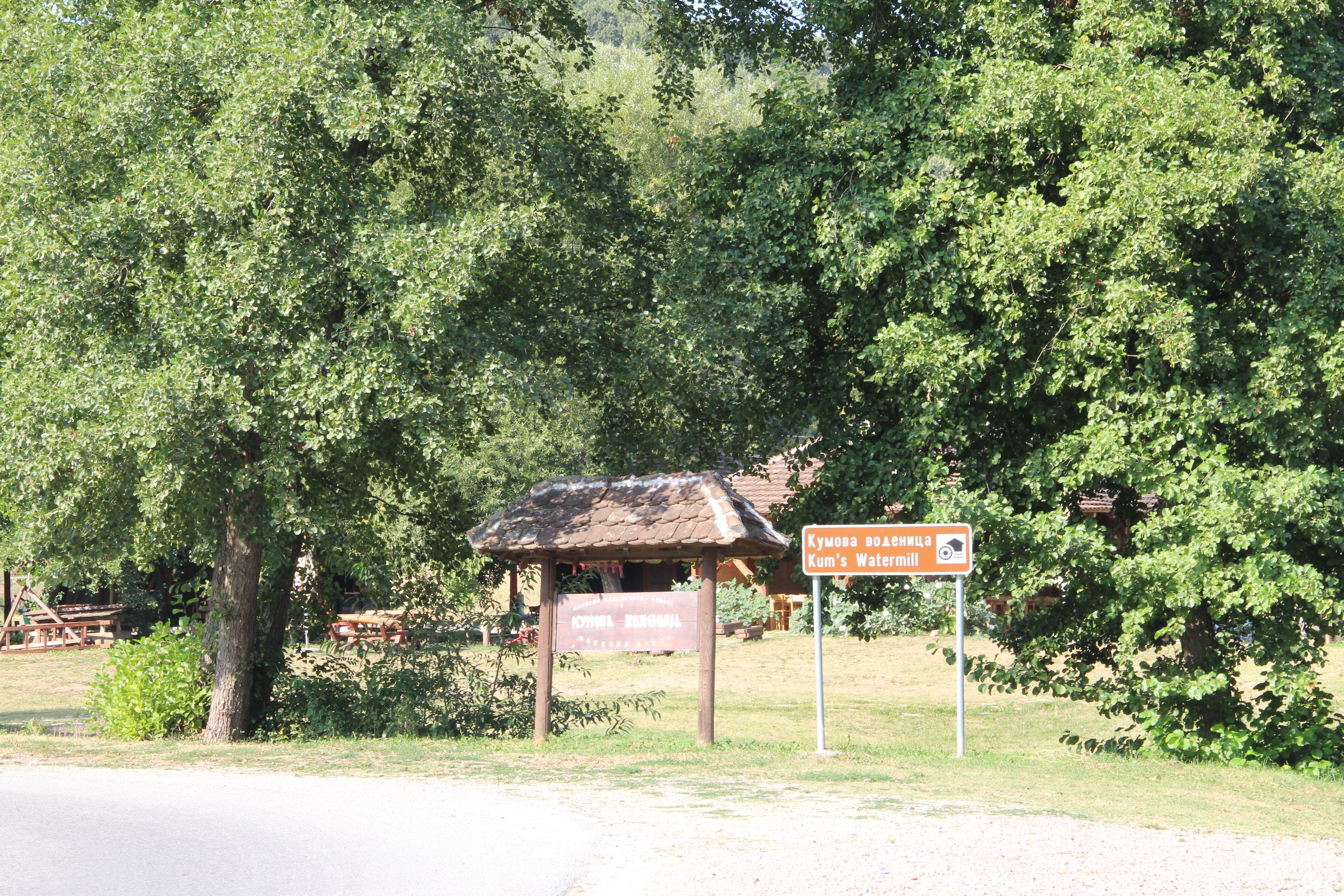
Markova crkva - complex Kumova vodenica
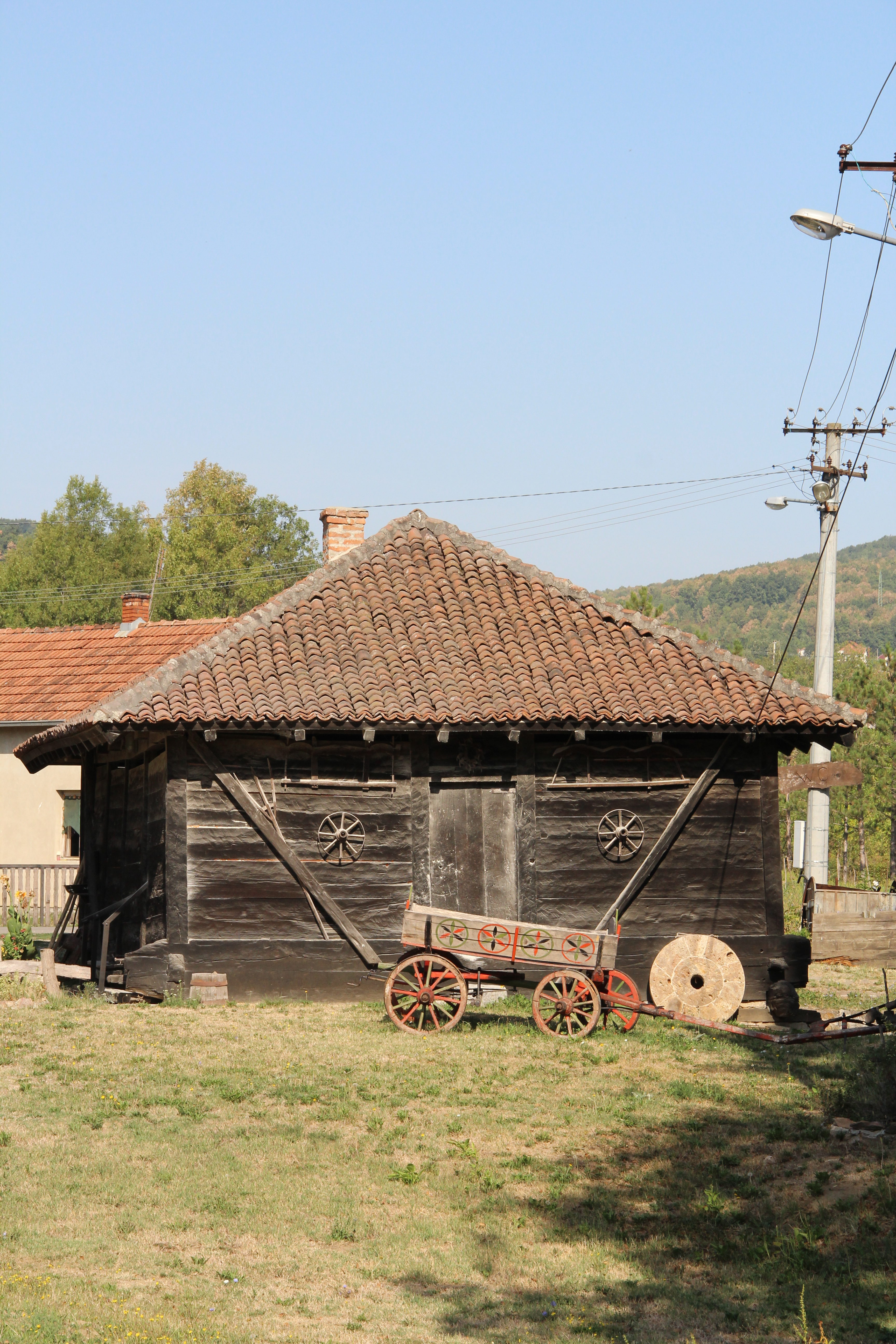
Markova crkva - complex Kumova vodenica
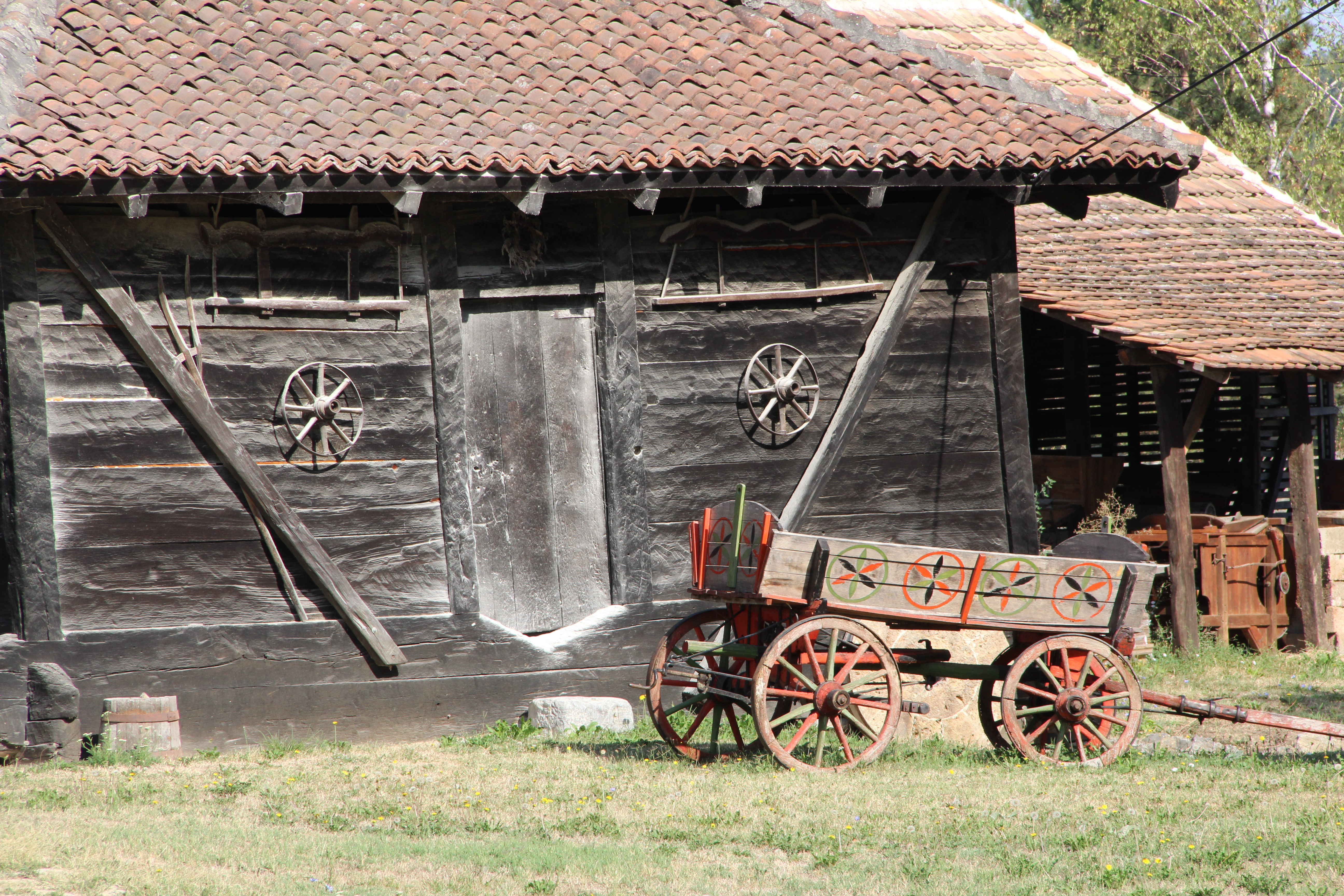
Markova crkva - complex Kumova vodenica
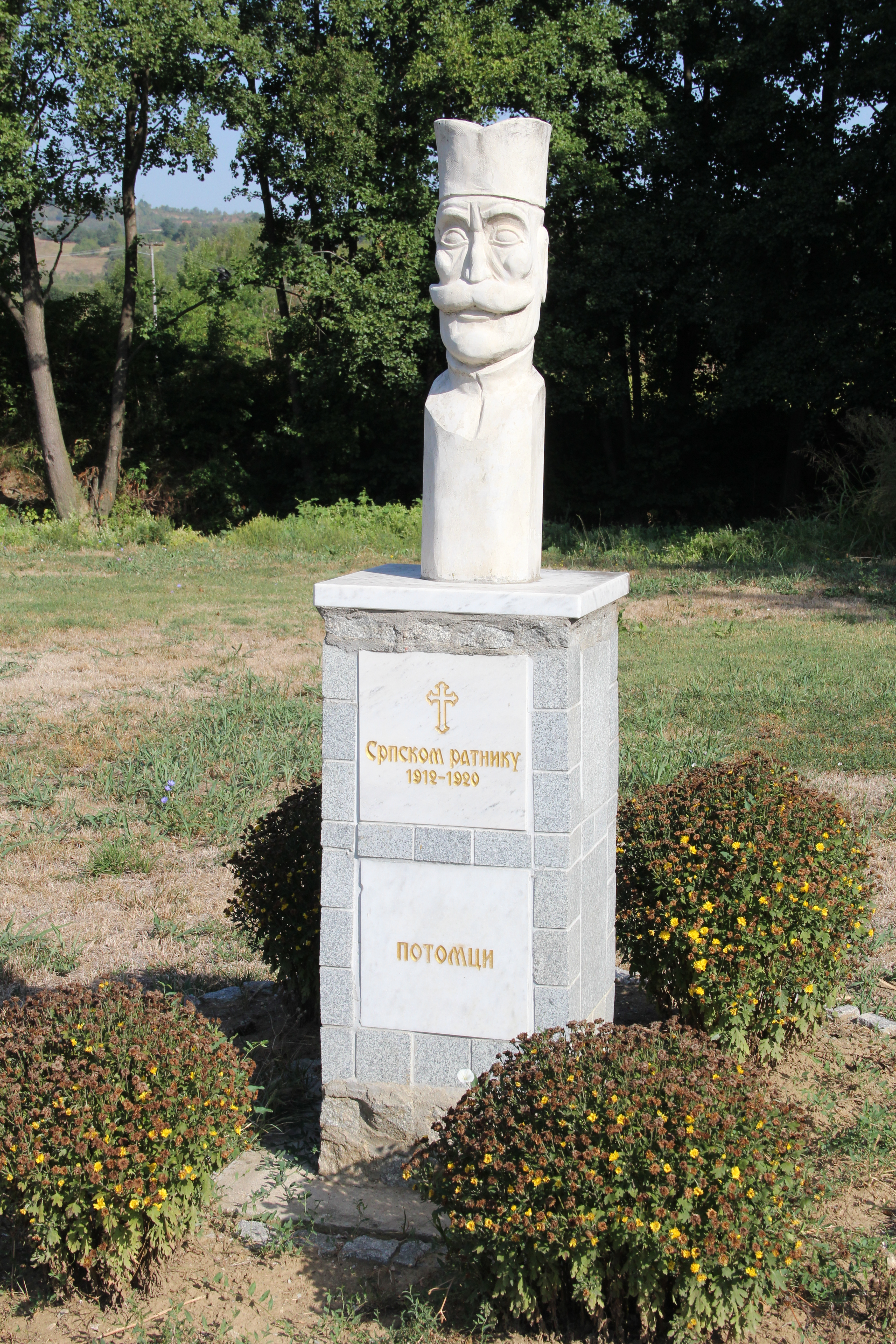
Markova crkva - monument molenaar